# Pascual Asensio
Pascual Asensio (Valencia, 1797 - Madrid, 1874) fue  científico español y profesor de Agronomía y miembro de Del Real Consejo de Agricultura, Industria, y Comercio, además, fue jardinero mayor del Botánico de Madrid. Miembro de la Real Academia de Ciencias Exactas, Físicas y Naturales, siendo uno de sus fundadores.

## Libros
Asensio, Pascual (1849). Memoria sobre los arados españoles, con la descripción y dibujos de la modificación hecha en ellos. Madrid. Consultado el 28 de junio de 2017.
Asensio, Pascual (1854). Catalogo de las semillas recogidas en el Jardin Botanico de Madrid el año de 1854. Madrid. Consultado el 28 de junio de 2017.